# لاکهید اف-۱۰۴ استارفایتر
لاکهید اف-۱۰۴ استارفایتر (به انگلیسی: Lockheed F-104 Starfighter) یک هواپیمای جنگنده رهگیر تک‌موتوره مافوق صوت است که توسط کلی جانسون (مهندس) شرکت لاکهید برای انجام مأموریت در نیروی هوایی ایالات متحده آمریکا طراحی و توسعه یافته بود.

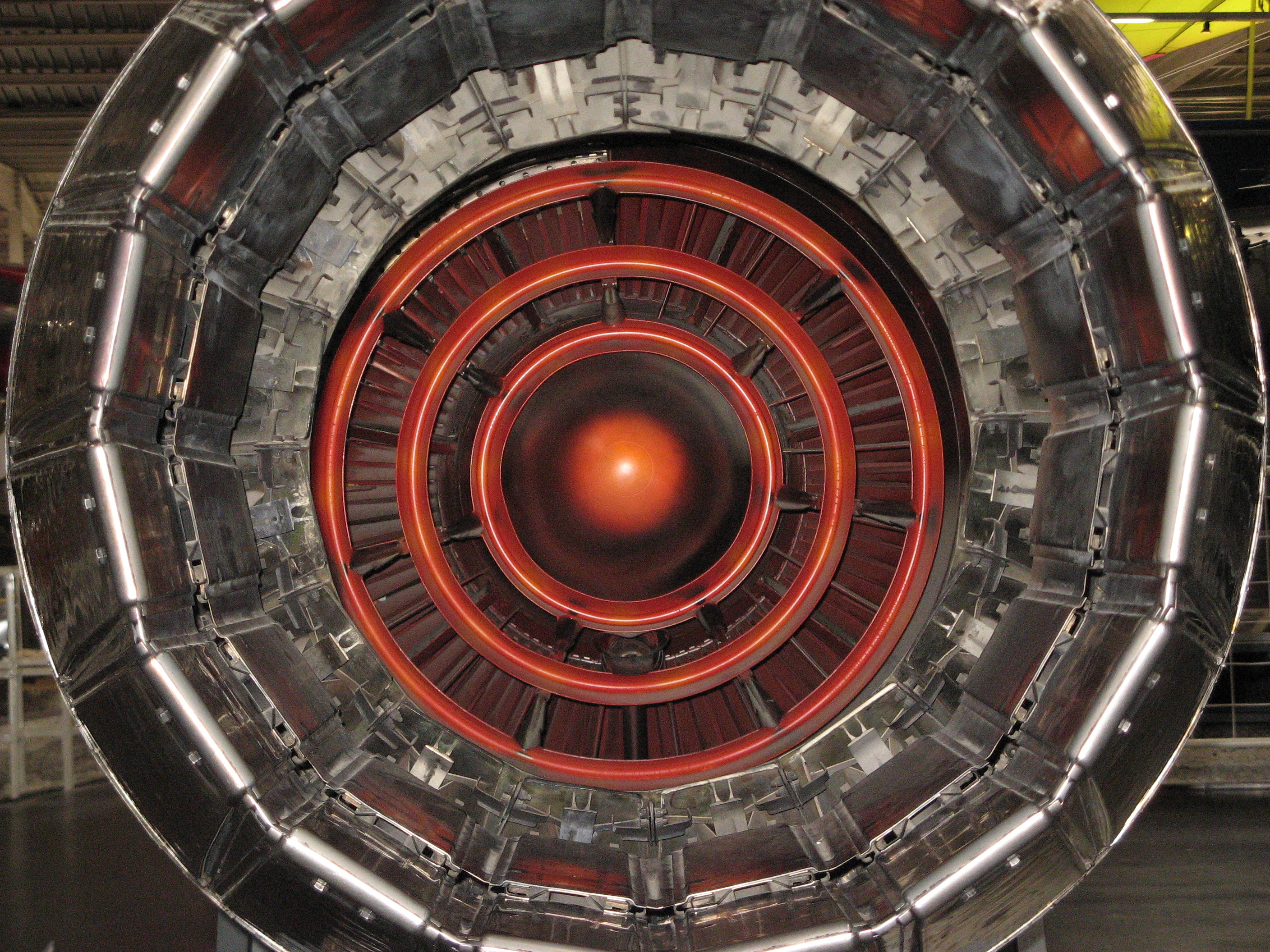
داخل موتور اف ۱۰۴

امتحان شلیک موشک ایم-۹ سایدوایندر از جنگندهٔ اف ۱۰۴ بر روی هدف آزمایشی

## کاربران

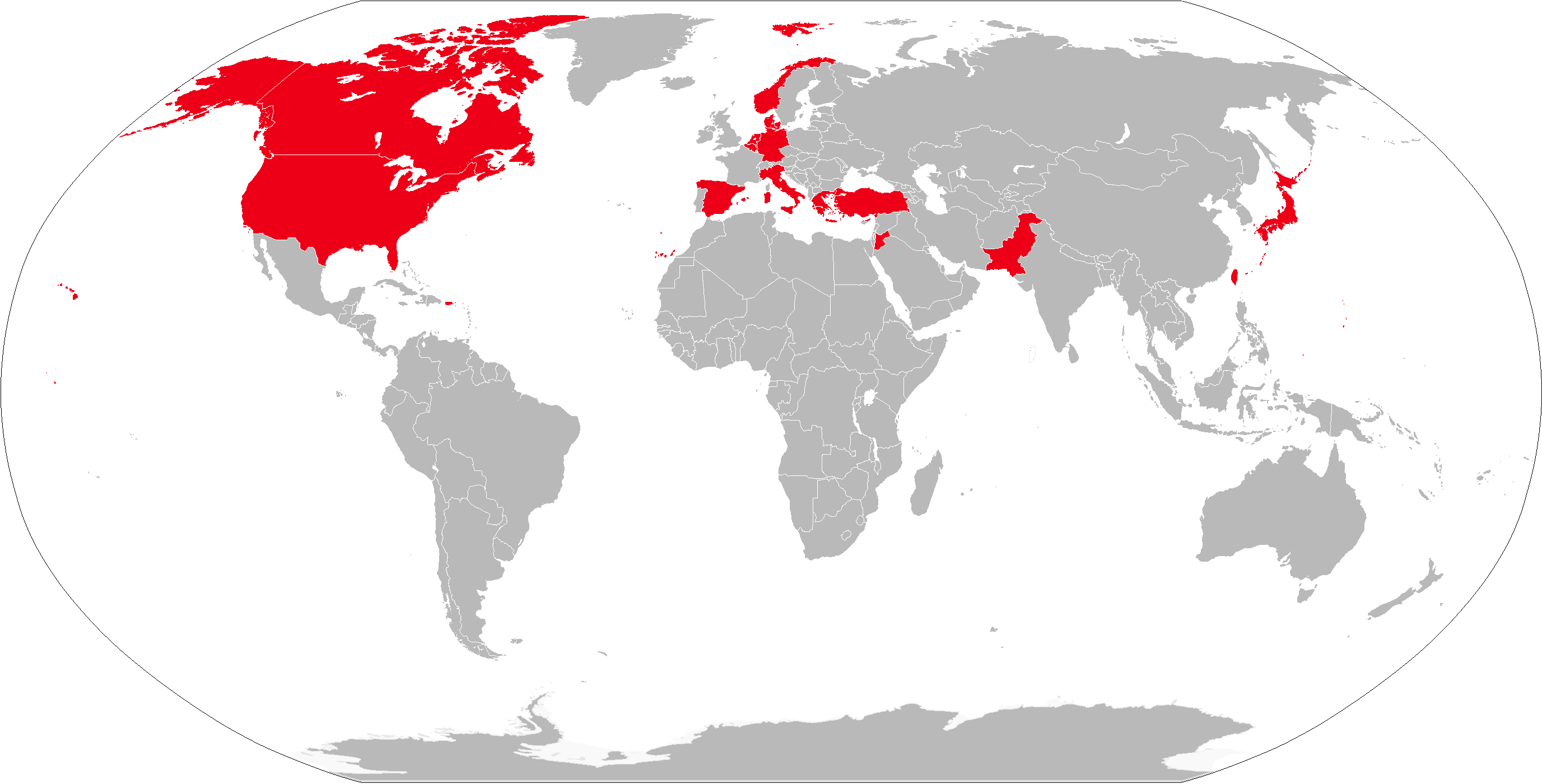
کاربران سابق لاکهید اف-۱۰۴

اف-۱۰۴ در نیروهای نظامی کشورهای زیر مورد استفاده بوده‌است:
- بلژیک
- کانادا
- دانمارک
- آلمان
- یونان
- ایتالیا
- ژاپن
- اردن
- هلند
- نروژ
- پاکستان
- اسپانیا
- ترکیه
- ایالات متحده آمریکا
- تایوان

تا تاریخ ۲۰۱۹ چندین فروند از این جنگنده همچنان در تیم‌های نمایش هوایی یا به‌طور شخصی، در اختیار افراد قرار داشته‌است.

## ویژگی‌ها

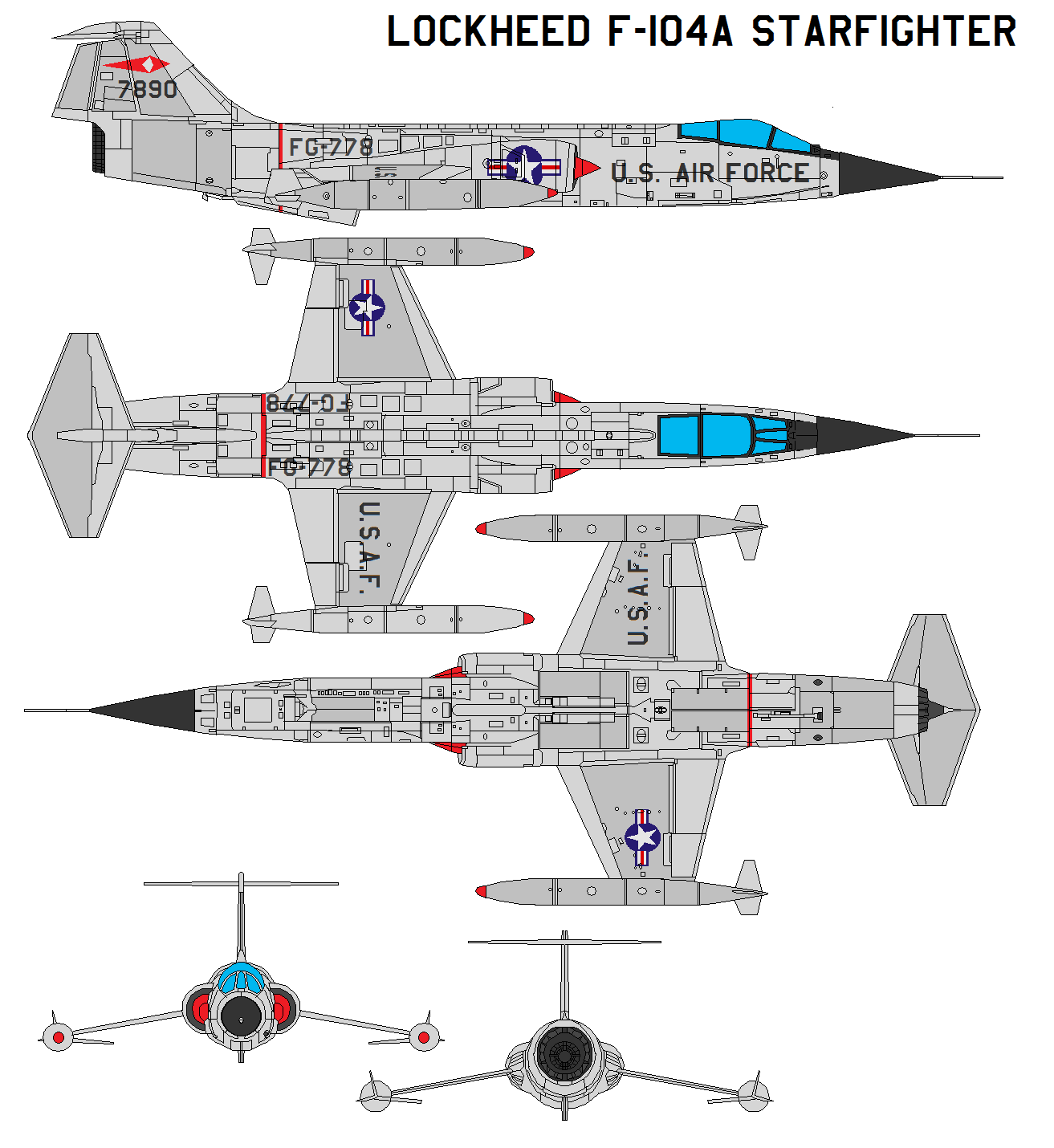
طرح‌های اف-۱۰۴ از زوایای مختلف

داده‌ها از Quest for Performance (NASA)
ویژگی‌های عمومی
- خدمه: ۱
- طول: ۵۴ فوت ۸ اینچ (۱۶٫۶۶ متر)
- پهنای بال: ۲۱ فوت ۹ اینچ (۶٫۶۳ متر)
- ارتفاع: ۱۳ فوت ۶ اینچ (۴٫۱۱ متر)
- مساحت بال‌ها: ۱۹۶٫۱ فوت مربع (۱۸٫۲۲ متر مربع)
- ایرفویل: Biconvex 3.36% root and tip
- وزن خالی: ۱۴٬۰۰۰ پوند (۶٬۳۵۰ کیلوگرم)
- بیشترین وزن برخاست: ۲۹٬۰۲۷ پوند (۱۳٬۱۶۶ کیلوگرم)
- پیشرانه: ۱ عدد توربوجت دارای پس‌سوز جنرال الکتریک جی۷۹, ۱۰٬۰۰۰ پوند-نیرو (۴۴ کیلونیوتن) thrust dry, ۱۵٬۶۰۰ پوند-نیرو (۶۹ کیلونیوتن) با پس‌سوز

عملکرد
- حداکثر سرعت: ۱٬۵۲۸ مایل بر ساعت (۲٬۴۵۹ کیلومتر بر ساعت، ۱٬۳۲۸ گره)
- حداکثر سرعت: ۲ ماخ
- بُرد رزمی: ۴۲۰ مایل (۶۸۰ کیلومتر، ۳۶۰ مایل دریایی)
- بُرد معبر: ۱٬۶۳۰ مایل (۲٬۶۲۰ کیلومتر، ۱٬۴۲۰ مایل دریایی)
- حداکثر ارتفاع: ۵۰٬۰۰۰ فوت (۱۵٬۰۰۰ متر)
- نرخ صعود: ۴۸٬۰۰۰ فوت بر دقیقه (۲۴۰ متر بر ثانیه) در ابتدا
- برآر به پسار: ۹٫۲
- بارگیری بال: ۱۰۵ پوند بر فوت مربع (۵۱۰ کیلوگرم بر متر مربع)
- نیرو/وزن: ۰٫۵۴ در حداکثر وزن بارگیری شده (۰٫۷۶)

تسلیحات

- اسلحه‌ها: یک توپ ام۶۱ والکان، مسلسل گاتلینگ با ۷۲۵ گلوله
- آویزگاه‌های حمل سلاح: ۷ با ظرفیت ۴٬۰۰۰ پوند (۱٬۸۰۰ کیلوگرم)، با قابلیت حمل ترکیبی از:
  - موشک‌ها: ۴ × ایم-۹ سایدوایندر
  - سایر: بمب و راکت و…